# Дерен-Айерлы, Осман Абдул Гани
Осма́н Абду́л Гани́ Дере́н-Айерлы́ (крымскотат. Osman Abdulğani Deren-Ayırlı, Осман Абдулгъани Дерен-Айырлы; 1898, Теренаир — 1949) — Председатель Совета народных комиссаров Крымской АССР (1924—1926).

## Биография
Родился в 1898 году в деревне Терен Айыр Симферопольского уезда Таврической губернии.
В некоторых источниках указывается Дерен Айыр, что связано с тем, что в южнобережном диалекте крымскотатарского языка вместо начальных к- и т- используются г- и д-. Аффикс -лы в его фамилии является аффиксом словообразования имени прилагательного, таким образом Дерен-Айерлы — Терен-Айырский (см. аналогично Гаспыралы — Гаспринский, родом из Гаспры).

### Участие в Гражданской войне
Член РКП(б) с 1918 года.
Партизанское прозвище — Ибраим Эфенди.
В 1920 году во время правления П. Н. Врангеля, участвовал в «красно-зелёном» движении, руководя 5-м Татарским полком Крымской повстанческой армии, действуя в Алуштинском и Судакском районах.
Принял активное участие в переброске И. Д. Папанина из Крыма в Харьков за помощью для Крымской повстанческой армии. Провёз Папанина в мешке с мукой мимо кордонов белогвардейцев у Туака и Ускута, затем через контрабандистов организовал его транспортировку в Турцию.
После занятия Крыма в ноябре 1920 года Красной армией — член «тройки» вместе с Розалией Землячкой и Белой Куном.

### После Гражданской войны
В ноябре 1920 года в Крыму окончательно устанавливается советская власть. Дерен-Айерлы входит в состав крымвревкома вместе с Фирдевсом и Меметовым.
Осман Дерен-Айерлы становится секретарём Татарского бюро областного комитета партии. Вместе с Крымским областным комитетом РКП(б) во главе с И. А. Акуловым выступал за создание автономной области в Крыму в противовес мнению Фирдевса и Меметова, которые были за создание автономной республики.
В марте 1921 года присутствовал на I Всекрымской татарской беспартийной конференция. После «Интернационала» участники запели «Ант эткенмен» авторства Н. Челебиджихана, большинство коммунистов покинули зал, Дерен-Айерлы остался. В ходе конференции было решено создать сельскохозяйственное товарищество «Ширкет» («Товарищество»), в ревизионную комиссию вошли О. Дерен-Айерлы, М. Недим и А. Озенбашлы.
Во вновь созданной Крымской АССР продолжил работать в Татбюро.
2 мая 1922 года председательствует на II Всекрымской татарской беспартийной конференции. Кроме него среди представителей крымской власти были Председатель ЦИК Ю. П. Гавен, Первый секретарь ОК ВКП(б) А. И. Израилович, Верховный прокурор И. К. Фирдевс, Председатель Чрезвычайной тройки по борьбе с бандитизмом В. Ибраимов, С. М. Меметов и другие. Также присутствовали Б. Чобан-заде, А. Озенбашлы. Основное обсуждение коснулось развития села, борьбы с голодом, развития здравоохранения, реэмиграции крымских татар, их участия в советском строительстве.
В 1922 году Дерен-Айерлы становится редактором газет «Яш къувет» («Молодая сила»), «Енъи дюнья» («Новый мир») и «Догъру Ёл» («Верный путь»).
Работая в Татбюро и публикуя свои статьи в газетах, Осман Дерен-Айерлы делает акцент на национальном развитии республики, предлагая соотечественникам брать в свои руки управление экономикой, производством. За это он был исключён С.-Г. Саид-Галиевым из обкома партии. Также был отстранён от работы в газете «Енъи дюнья».
Работает председателем Ялтинского исполкома.
1924 год становится успешным для крымскотатарских лидеров. Их программа находит поддержку в ЦК, их назначают в руководство Крымской АССР. В мае 1924 года Осман Дерен-Айерлы становится председателем Совета народных комиссаров. На пост Председателя ЦИКа назначается Вели Ибраимов, Решид Ногаев становится наркомюстом, Усеин Балич — наркомом просвещения, Амет Озенбашлы — наркомом финансов, Халиль Чапчакчи — наркомздравом и членом ЦИКа. А. Э. Памукчи был назначен главой Крымпредставительства в Москве.
На посту руководителя правительства Дерен-Айерлы продолжает начатую национальную политику. Открываются курсы при Наркомфине, Наркомюсте, Наркомпочтеле, КрымЦИКе по подготовке преподавателей и секретарей сельсоветов. В 1925—1926 годах проводятся научно-исследовательские экспедиции по изучению крымскотатарской культуры совместно с Научной Ассоциацией Востоковедения при ЦИК СССР. Совнарком РСФСР в 1925 году выделяет средства на научные экспедиции для этнографического исследования степных татар полуострова, для археологического исследования Солхата.
Успешно развивается кооперация. Созданное товарищество «Ширкет» экспортирует фрукты и овощи. Увеличивается бюджет республики. Так, бюджет 1924—1925 годов собирает 10992 тыс. рублей, бюджет 1925—1926 годов — 15813 тыс. рублей.
Однако Дерен-Айерлы вновь подвергается критики за уклонизм, ставя национальные интересы над классовыми.
22 февраля 1926 года вместе с М. Х. Султан-Галиевым и В. Ибраимовым был записан к И. Сталину, однако тот их не принял.
А через месяц «за выпячивание национальных интересов над классовыми» 21 марта 1926 года снят с должности. Переведён в Татарскую АССР, где недолго работает до 1927 года.
С 1927 по 1929 годы посещает Курсы марксизма при Коммунистической академии имени Я. М. Свердлова.
В 1929 году работает на заводе «Красная Этна» в Нижнем Новгороде.

### Исключение из партии и уголовное преследование

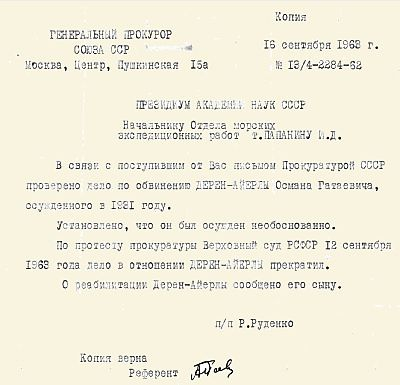
Ответ Генерального прокурора Р. А. Руденко на запрос И. Д. Папанина о реабилитации О. Дерен-Айерлы, 1963 год.

2-3 августа 1929 года ЦК ВКП(б) посчитал о недопустимости оставить И. Фирдевса, К. Мухтарова, Р. Сабирова, Мансурова, А. Енбаева, О. Дерен-Айерлы на советских постах, исключив их из партии.
23 августа 1929 года происходит исключение из партии и арест Дерен-Айерлы.
Отправляется в ссылку на Соловецкие острова. В ноябре-декабре 1929 года перед переводом в Соловецкий лагерь находился в Кемском пересылочно-распределительном пункте в одной камере с И. К. Фирдевсом и М. Х. Султан-Галиевым. В разговоре он осуждает их прошлое, товарищи не соглашаются с ним.
28 июля 1930 года приговорён к смертной казни, которая 8 января 1931 году заменяется десятилетней каторгой.
В лагере И. К. Фирдевс, М. Х. Султан-Галиев и О. А. Дерен-Айерлы продолжали общаться и приняли решение, признав свои политические ошибки, отправить заявление в ЦК. В результате М. Х. Султан-Галиев был освобождён в 1934 году, О. А. Дерен-Айерлы — в 1935 году.
Однако политическое преследование продолжилось. На этот раз 17 октября 1937 года была арестована его младшая сестра Сафие Дерен-Айерлы по обвинению в пропаганде буржуазного национализма, однако была освобождена 28 февраля 1938 года за недоказанностью обвинения.
Осман Абдул Гани Дерен-Айерлы умер от туберкулёза в 1949 году.
И. Д. Папанин, будучи в должности начальника Отдела морских экспедиционных работ в Президиуме АН СССР, в сентябре 1962 году направил запрос в Генпрокуратуру СССР с просьбой рассмотреть вопрос о реабилитации своего спасителя Османа Дерен-Айерлы. Спустя год 12 сентября 1963 года по протесту прокуратуры Верховным судом СССР дело было прекращено, О. А. Дерен-Айерлы реабилитирован посмертно.
29 мая 1990 года он был реабилитирован и в партийном отношении.